# Шапошников, Владимир Дмитриевич
Владимир Дмитриевич Шапошников (21 сентября 1917 года — 18 сентября 1988 года) — лыжник, заслуженный тренер СССР, участник Великой Отечественной войны.

## Биография
Родился 21 сентября 1917 года в селе Исса Инсарского уезда Пензенской губернии.
Участник Великой Отечественной войны, комиссар партизанского отряда, действовавшего в лесах под Ленинградом (в районах Луги, Порхова, Гдова).
Окончил ГДОИФК имени П.Ф. Лесгафта в 1945 году.
Владимир Дмитриевич был тренером по лыжным гонкам. В 1945—1966 годах работал преподавателем и старшим преподавателем в ГДОИФКе имени П.Ф. Лесгафта.
В 1960 году ему присвоили звание Заслуженного тренера СССР. В 1953—1976 годах Шапошников работал тренером сборной СССР. Он подготовил первого советского чемпиона мира, олимпийского чемпиона В. Кузина, чемпионов СССР В. Евстратова и А. Шелюхина. Участвовал в подготовке олимпийских чемпионов Н. Аникина, В. Баранова и Ф. Терентьева.
Владимир Дмитриевич был доцентом кафедры лыжного спорта ГДОИФКа имени П.Ф. Лесгафта в 1966—1988 годах, а также членом тренерского совета Федерации лыжных гонок СССР. 
В 1965 году он стал кандидатом педагогических наук.
Автор книг «На лыжной трассе» и «Становитесь на лыжи!».
Умер 18 сентября 1988 года.

## Награды
- 2 ордена Красного Знамени (11.02.1942, 23.07.1942)[3][4]
- Орден Отечественной войны II степени (06.05.1985)[5]
- Орден «Знак Почёта» (27.04.1957) — «за успехи, достигнутые в деле развития массового физкультурного движения в стране, повышения мастерства советских спортсменов, и успешное выступление на международных соревнованиях»